# Kavalir (utvrdno graditeljstvo)
Kavalir je fortifikacija koja se gradi unutar veće utvrde i koja je viša od ostatka utvrde. Obično se sastoji od uzdignute platforme unutar utvrde ili bastiona, kako bi se moglo pucati preko glavnog parapeta bez ometanja vatre potonjeg. Korištenjem kavalira može se dobiti veća vatrena moć, ali velika visina ga također čini lakom metom za opsadne topove.